# 東方会議 (1921年)
東方会議（とうほうかいぎ）は、1921年5月16日から26日まで東京市で開催された会議。資料によっては時局会議（じきょくかいぎ）とも呼ばれているが、外務・陸軍・海軍省における公式名称は東方会議である。

## 背景
1917年11月にロシア十月革命が発生すると寺内内閣は警戒感を強め、翌年1月に居留民の保護のためにウラジオストクに兵を送った（シベリア出兵）。翌年8月、アメリカ・イギリス・フランスなどと協調して本格的なシベリア派兵に踏み切って、ロシア革命への本格的な干渉に乗り出した。9月に成立した原内閣も出兵継続を決めたが、あくまでも各国との合意の範疇に留める考えであり、当時の陸軍大臣田中義一もその方針であった。
ところが、ロシア革命では革命政府（ボリシェヴィキ、後のソ連共産党）が次第に優勢となり、また朝鮮半島における三・一独立運動、中華民国における五四運動など、日本の大陸進出に対する反対運動が高揚した。更にアメリカとの合意によって1920年4月に日米両軍はシベリアからの撤退をすることを合意したものの、参謀総長上原勇作は政府が軍の派遣・撤退を定めた国際条約・協定を結ぶこと自体が統帥権干犯であるとして強く反発し、日本と現地政府の間で撤退協定が結ばれる前夜の4月4日夜に総攻撃をかけてウラジオストクやシベリア鉄道沿線部などを制圧してしまった。その結果、日本だけがシベリアに駐留することとなったために国際的非難を浴びた上に尼港事件などの事件が発生した。
6月1日に閣議はチタ・ハバロフスクからの撤退を決定したが、上原はこれにも激しく抵抗した。一方、「統帥権独立」の生みの親ともいえる元老山縣有朋は、基本的には参謀本部を支持したものの、軍令を担当する参謀本部が軍政を担当する陸軍省本省（この場合は田中義一陸相）、更に政府による政策決定を拘束したり、これに反した行動を採るのは統帥権独立の論外であると考えており、閣議決定には従うべきだと考えていたがその調整に苦慮していた。だが、その後も10月に行われた間島出兵や中国での反日運動の一因となっていた山東還付問題（第一次世界大戦の勝利によって日本がドイツから獲得した山東省における利権の中国への返還）など、政府と参謀本部の対立を惹き起こす問題が相次いだ。1921年に入ると、田中は一連の問題を解決するために、東京に閣僚・外務省首脳陣、中国公使、軍部首脳陣などをかき集めて、対ロシア・中国政策についての方針を決めるための「東方会議」を開くことを首相原敬に提案した。原もこれに同意して4月8日の閣議で開催を決定したのである。

## 東方会議開催
5月16日に東方会議が開催された。この会議は原内閣の閣僚及び斎藤実（朝鮮総督）・水野錬太郎（同政務総監）・大庭二郎（朝鮮軍司令官）・山縣伊三郎（関東長官・有朋養子）・河合操（関東軍司令官）・立花小一郎（浦塩派遣軍司令官）・由比光衛（青島守備軍司令官）・小幡酉吉（中国公使）・赤塚正助（奉天総領事）が出席した。会議は5日間（5月16日 - 18日及び20日・25日）にわたって開催され、主に以下の決定がなされた。
- シベリア出兵を中止してウラジオストクから撤退して極東共和国との外交交渉を開始する（ただし、北樺太占領は継続する）。
- 間島の警備は当面警察力により、朝鮮独立派の活動が活発化した場合に備えて派兵の準備を行う。また、満洲においても独立派の取締を強化する。
- 奉天軍閥の張作霖を支援するが満洲経営の必要の範囲内に留め、張の中央政権進出（安直戦争・奉直戦争）には加担しない。
- 満洲における日本利権の確保と方針統一のため、関東庁・関東軍・朝鮮総督府・現地領事館・南満洲鉄道などが協議を持つこと。
- ロシア革命後に経営が悪化していた東支鉄道に対する経営支援を行うとともに南満洲鉄道との直通運転を強化する。また、スキャンダルが噂されていた南満洲鉄道首脳部を交替させて経営透明化を図る。
- 山東鉄道沿線からの撤兵を図り、将来的には青島のみの駐在に留める。山東鉄道の中国側（北京政府）との共同経営を提案する。
- 北京政府に対する借款は西原借款のような日本単独の借款は避け、今後はアメリカ・イギリス・フランスとの4カ国共同の「4カ国借款」に切り替え、対華21カ条要求のうち、4カ国借款の障害になるものは事実上放棄する。

この会議には参謀本部は参加しなかったが、5月30日の原・山縣会談によって参謀本部も同会議の決定に従うことが合意された。だが、この年に原が暗殺され、また参謀本部のサボタージュもあってシベリアからの撤退計画は遅延した。シベリアからの日本軍撤退が完了するのは翌1922年のことであった。また、同年にはワシントン会議を受けて山東還付が実現されている。